# Wu Hui-Ju
Wu Hui-Ju (n. 12 noiembrie 1982, Taiwan) este o arcașă ce a reprezentat Taipeiul Chinez, medaliată olimpică. A participat la 2 ediții ale Jocurilor Olimpice (2004, 2008) în care a câștigat o medalie de bronz.